# Су Чжаочжэн
Су Чжаочжэ́н (кит. трад. 蘇兆徵, упр. 苏兆征, пиньинь Sū Zhàozhēng; 1885 — 1929) — деятель рабочего и коммунистического движения Китая.

## Биография
Родился в уезде Сяншань провинции Гуандун, в той его части, которая к настоящему времени вошла в состав Чжухая. Трудился моряком. Один из организаторов первых профсоюзов моряков в городах Гуанчжоу и Гонконг (1921). В 1922 году руководил гонконгской забастовкой моряков, которая закончилась их победой. С 1924 года — член Компартии Китая (КПК). С 1925 года — член Исполкома, с 1926 года — председатель Исполкома Всекитайской федерации профсоюзов.
В период революции 1925—1927 годов в Китае — один из руководителей Сянган-Гуанчжоуской забастовки 1925—1926 годов. В марте—июне 1927 года как представитель КПК входил в национальное правительство в г. Ухань — в должности министра труда. С 1927 года — член ЦК, с августа 1927 — Политбюро ЦК КПК. Во время Кантонского восстания 1927 года заочно был избран председателем революционного правительства — Совета народных комиссаров.
С 1928 года — член Исполнительного бюро Профинтерна и ИККИ.
Умер в Шанхае от туберкулеза.